# Coupe de l'UDEAC 1988
Navigation
Édition précédente Édition suivante
La Coupe de l'UDEAC 1988 est la cinquième édition de cette compétition d'Afrique centrale. Organisée à Yaoundé au Cameroun, elle est remportée par le Gabon.

## Phase de groupes
Les deux premiers de chaque groupe se qualifient pour la phase finale.
Une victoire vaut deux points, un match nul un point, et une défaite zéro point.
Les matchs se déroulent du 30 novembre au 4 décembre 1988.

### Groupe A
| Rang | Équipe             | Pts | J | G | N | P | Bp | Bc | Diff |  | Résultats (▼ dom., ► ext.) |  |     |     |
| ---- | ------------------ | --- | - | - | - | - | -- | -- | ---- |  | -------------------------- |  | --- | --- |
| 1    | Gabon              | 3   | 2 | 1 | 1 | 0 | 3  | 0  | +3   |  | Gabon                      |  | 0-0 | 3-0 |
| 2    | Cameroun           | 3   | 2 | 1 | 1 | 0 | 2  | 1  | +1   |  | Cameroun                   |  |     | 2-1 |
| 3    | Guinée équatoriale | 0   | 2 | 0 | 0 | 2 | 1  | 5  | -4   |  | Guinée équatoriale         |  |     |     |

### Groupe B
| Rang | Équipe                    | Pts | J | G | N | P | Bp | Bc | Diff |  | Résultats (▼ dom., ► ext.) | Drapeau de la république du Congo |     |     |
| ---- | ------------------------- | --- | - | - | - | - | -- | -- | ---- |  | -------------------------- | --------------------------------- | --- | --- |
| 1    | République du Congo       | 4   | 2 | 2 | 0 | 0 | 3  | 1  | +2   |  | République du Congo        |                                   | 1-0 | 2-1 |
| 2    | République centrafricaine | 2   | 2 | 1 | 0 | 1 | 2  | 2  | 0    |  | République centrafricaine  |                                   |     | 2-1 |
| 3    | Tchad                     | 0   | 2 | 0 | 0 | 2 | 2  | 4  | -2   |  | Tchad                      |                                   |     |     |

## Phase finale
Les demi-finales se déroulent le 6 décembre 1988. Le Cameroun bat le Congo 2-0, tandis que le Gabon élimine la République centrafricaine aux tirs au but (0-0, 4-3).
Les finales ont lieu deux jours plus tard, le 8 décembre. Le Congo remporte facilement le match pour la 3e place en battant la République centrafricaine 3-0.
Le Gabon remporte la finale en battant le Cameroun, à domicile et champion d'Afrique en titre, 1-0, grâce à un but de Guy Roger Nzamba.

### Tableau final
Le cas échéant, le score de la séance de tirs au but est indiqué entre parenthèses.
|  | Demi-finales              | Demi-finales    |                        |       | Finale          | Finale          |
|  | Demi-finales              | Demi-finales    |                        |       | Finale          | Finale          |
|  |                           |                 |                        |       |                 |                 |
|  | 6 décembre 1988           | 6 décembre 1988 |                        |       | 8 décembre 1988 | 8 décembre 1988 |
|  | 6 décembre 1988           | 6 décembre 1988 |                        |       | 8 décembre 1988 | 8 décembre 1988 |
|  | Cameroun                  | 2               |                        |       | 8 décembre 1988 | 8 décembre 1988 |
|  | Cameroun                  | 2               |                        |       | 8 décembre 1988 | 8 décembre 1988 |
|  | République du Congo       | 0               |                        |       | 8 décembre 1988 | 8 décembre 1988 |
|  | République du Congo       | 0               | Gabon                  | 1     |                 |                 |
|  | 6 décembre 1988           |                 | Gabon                  | 1     |                 |                 |
|  |                           | Cameroun        | 0                      |       |                 |                 |
|  | Gabon                     | Cameroun        | 0                      | 0 (4) |                 |                 |
|  | Gabon                     |                 |                        | 0 (4) |                 |                 |
|  | République centrafricaine | 0 (3)           |                        |       |                 |                 |
|  | République centrafricaine | 0 (3)           | Match pour la 3e place |       |                 |                 |
|  |                           |                 |                        |       |                 |                 |
|  | 8 décembre 1988           |                 |                        |       |                 |                 |
|  |                           |                 |                        |       |                 |                 |
|  | République du Congo       | 3               |                        |       |                 |                 |
|  | République du Congo       | 3               |                        |       |                 |                 |
|  | République centrafricaine | 0               |                        |       |                 |                 |
|  | République centrafricaine | 0               |                        |       |                 |                 |